# Slaghoedje

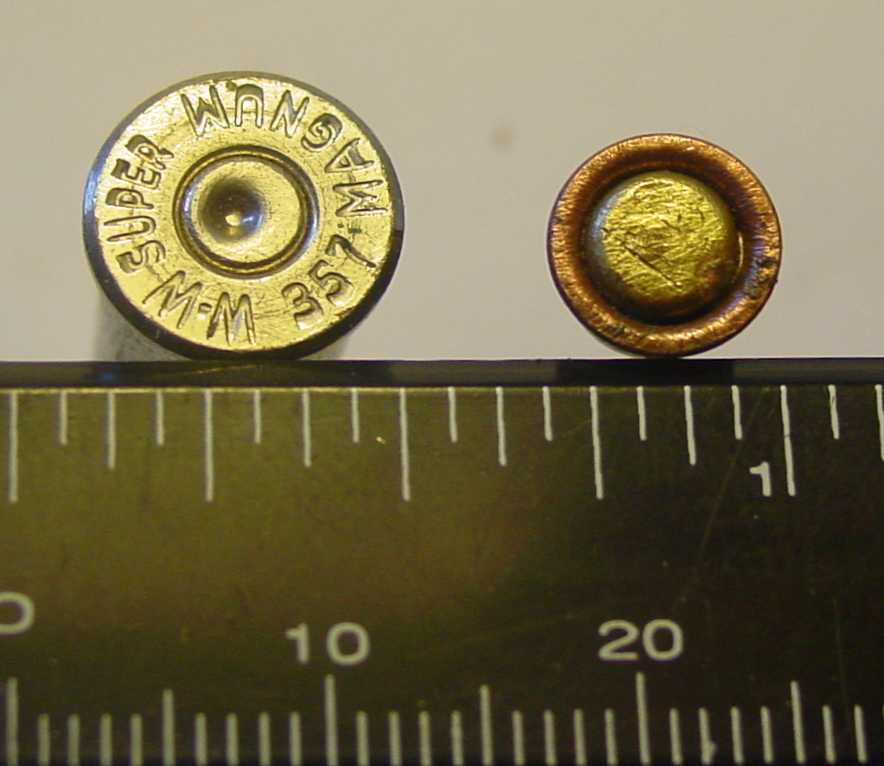
Slaghoedjes. Links voor een vuistvuurwapen en rechts voor een jachtgeweer

Bij centraalvuurpatronen is een slaghoedje een metalen dopje (hoedje) achter in de patroon, waarin zich een initiator, een schokgevoelig explosief, zoals slagsas, lood(II)azide of kwikfulminaat, bevindt. De slag van de slagpin doet de initiator ontbranden, wat het ontbranden van het kruit in de patroon tot gevolg heeft.
Als uitvinders van het slaghoedje worden de Schot Alexander Forsyth in 1805 of 1807 en de Londense wapenmaker Joseph Egg in 1815 genoemd. De slaghoedjes zoals door Forsyth uitgevonden waren bestemd voor gebruik met voorlaadgeweren van het percussiestelsel; men noemt deze slaghoedjes percussieslaghoedjes.
Bij de moderne metalen eenheidspatroon bevindt zich een slaghoedje achter in het midden van een patroonhuls. Deze patronen worden centraalvuurpatronen genoemd. Er zijn ook patronen waarbij het slagsas zich in een rand aan de achterzijde van de patroon bevindt. Deze worden randvuurpatronen genoemd. Deze rand is hierbij integraal onderdeel van de patroon en niet een los onderdeel zoals bij het slaghoedje het geval is. Ook bestaat er nog de ouderwetse penvuurpatroon, bijvoorbeeld als losse patroon voor 2 mm Berloque-pistooltjes. Bij penvuurpatronen ligt het slaghoedje in de huls en een stift die (meestal aan de zijkant) uit de huls steekt draagt bij het afschieten de energie van een haan over aan het slaghoedje, dat vervolgens ontsteekt.
Slaghoedjes van centraalvuurpatronen kunnen na afvuren verwijderd en vervangen worden, waarna de huls opnieuw gevuld kan worden met kruit en er een nieuwe kogel in de huls geplaatst kan worden, het zogenaamde herladen. Randvuurpatronen hebben deze mogelijkheid niet, ze zijn voor eenmalig gebruik.
Bij artilleriemunitie is het slaghoedje meestal niet direct in de huls geplaatst, maar maakt onderdeel uit van de zogenoemde ontstekingsdop. De ontstekingsdop, die in de hulsbodem geschroefd of geperst is, bevat een slaghoedje en een magazijn met een aanvuurlading van zwart rookgevend buskruit.